# Neustadt an der Donau
Neustadt an der Donau är en stad i Landkreis Kelheim i Regierungsbezirk Niederbayern i förbundslandet Bayern i Tyskland.